# Siège de Gaète (1806)
Pour les articles homonymes, voir Siège de Gaète.
Troisième Coalition
Batailles
Batailles navales
- Rocher du Diamant (1805)
- Cap Finisterre (1805)
- îles Chausey (1805)
- Trafalgar (1805)
- Cap Ortegal (1805)

Campagne d'Allemagne (1805) : opérations en Bavière - Autriche - Moravie
- Donauwörth
- Wertingen
- Günzburg
- Haslach-Jungingen
- Memmingen
- Elchingen
- Nerenstetten
- Neresheim
- Ulm
- Ried
- Lambach
- Bodenbichl
- Steyr
- Amstetten
- Mariazell
- Dürenstein
- Hollabrunn (Schöngrabern)
- Wischau
- Austerlitz

Campagne d'Italie (1805) : Opérations en Italie du Nord
- Vérone
- Caldiero
- Forano
- Castelfranco Veneto

Invasion de Naples (1806)
- Gaète
- Campo Tenese
- Maida
- Lauria
- Maratea
- Amantea
- Mileto

Le siège de Gaète se déroule du 26 février au 18 juillet 1806, dans le cadre de l'invasion napoléonienne du royaume de Naples. L'armée impériale française, commandée par le maréchal André Masséna, assiège la ville fortifiée de Gaète, en Italie, défendue par une garnison napolitaine aux ordres du prince Louis de Hesse-Philippsthal. Après une résistance longue de plusieurs mois, Gaète, affaiblie par la blessure du prince de Hesse, hisse le drapeau blanc et se voit accorder des clauses de reddition particulièrement généreuses de la part du vainqueur.
En 1806, les troupes françaises de Masséna envahissent le territoire napolitain après que le roi Ferdinand Ier des Deux-Siciles a rejoint la Troisième Coalition contre la France. Le royaume de Naples est rapidement conquis par l'armée française mais la forteresse de Gaète, sous les ordres du prince de Hesse, refuse de se rendre. La garnison de la ville résiste pendant cinq mois au cours desquels une bonne partie des forces de Masséna, immobilisées par ce siège, ne peuvent être dépêchées en Calabre où la population se soulève contre l'occupant napoléonien. Cette situation permet aux Britanniques de débarquer un corps expéditionnaire qui remporte la bataille de Maida sur le général français Reynier. Cependant, les Anglais ne profitent pas de cette victoire pour envoyer des renforts à Gaète qui finit par capituler le 18 juillet 1806.

## Contexte
À la fin de l'été 1805, alors que la guerre de la Troisième Coalition est imminente, Napoléon déploie 94 000 hommes pour défendre ses possessions en Italie. Le maréchal André Masséna commande l'armée principale forte de 68 000 hommes, assisté d'un contingent de 8 000 hommes fourni par le royaume d'Italie et d'un corps d'observation de 18 000 soldats chargé de garder un œil sur Naples. Face à l'Empire napoléonien, l'armée autrichienne d'Italie sous le commandement de l'archiduc Charles aligne 90 000 hommes. Quant à l'armée napolitaine du roi Ferdinand Ier, elle compte plus de 22 000 soldats. Effrayé à l'idée que les Français puissent envahir son territoire, Ferdinand conclut avec Napoléon un accord préservant sa neutralité. En contrepartie, les Français acceptent d'évacuer la région des Pouilles dans le sud de l'Italie. Le traité est ratifié à Naples le 3 octobre 1805.
Immédiatement après la signature du traité, le corps d'observation français évacue les Pouilles et se met en marche vers le nord pour se joindre à l'armée de Masséna. Cependant, sitôt les Français partis, Ferdinand et la reine Marie-Caroline trahissent leurs engagements en faisant venir à Naples deux corps expéditionnaires de la Coalition. 7 500 hommes de troupe britanniques sous les ordres du lieutenant-général Craig arrivent en provenance de Malte tandis que le général Maurice Lacy et 14 500 soldats russes venus de Corfou débarquent sur les côtes italiennes. Une autre source indique que 6 000 soldats commandés par Craig et 7 350 hommes sous Lacy arrivent à Naples le 20 novembre 1805. À cette date, les troupes franco-italiennes placées en observation à la frontière napolitaine ne comptent plus que 10 000 hommes.
Craig et Lacy se préparent à mener une offensive dans le nord de l'Italie mais les deux généraux sont stupéfaits lorsqu'ils se rendent compte que l'armée napolitaine n'est pas en état de faire campagne. Sans l'aide de leurs alliés, les Russes et les Britanniques restent donc sur la défensive. De leur côté, les autorités napolitaines procèdent tardivement à la levée de 6 000 recrues supplémentaires en incorporant notamment des criminels détenus dans les prisons. Simultanément, un contingent de 6 000 soldats russes vient renforcer le corps expéditionnaire. Sur le front d'Europe centrale, la victoire décisive de Napoléon à la bataille d'Austerlitz le 2 décembre 1805 met fin à la Troisième Coalition. Le tsar de Russie Alexandre Ier ordonne à Lacy de quitter la péninsule italienne, imité en cela par le corps britannique. Le chaos s'installe alors dans le gouvernement napolitain lorsqu'il devient clair que Napoléon n'a pas l'intention de pardonner sa trahison au roi Ferdinand.
Sollicité sur le choix d'une position facile à défendre, Craig propose de tenir la forteresse de Gaète mais son gouverneur, le prince Louis de Hesse-Philippsthal, refuse catégoriquement d'abriter ses hommes dans la citadelle. Le général britannique demande alors au gouvernement napolitain l'autorisation de débarquer ses troupes dans le port de Messine, en Sicile, mais il essuie un nouveau refus. Outrepassant l'offense, Craig fait monter ses hommes à bord des navires le 19 janvier 1806 et fait voile vers Messine. Les Britanniques patientent dans la rade à bord de leurs vaisseaux de transport jusqu'à ce que le roi et la reine leur donnent finalement la permission de débarquer le 13 février.

## Invasion française
L'armée française de Masséna passe la frontière napolitaine le 8 février 1806 sans rencontrer de résistance sérieuse. Le roi Ferdinand s'est déjà enfui vers la Sicile le 23 janvier, suivi par la reine Marie-Caroline le 11 février. Sur les côtes de l'Adriatique, la division du général Lechi s'empare de Foggia puis progresse vers l'ouest via les Apennins et fait son entrée à Naples. Pendant ce temps, le corps principal dirigé par Masséna arrive en vue de Gaète, à environ 64 km au nord de Naples. Face à l'imposante forteresse dominant la route côtière et à la détermination de son commandant, le prince Louis de Hesse, Masséna laisse sur place la division Gardanne afin d'effectuer le blocus de la ville et poursuit sa marche vers Naples où il arrive le 14 février avec le reste de ses troupes. Napoléon ayant désigné son frère Joseph Bonaparte pour remplacer Ferdinand sur le trône de Naples, le nouveau roi fait une entrée triomphale dans la capitale le lendemain. À partir de ce moment, Joseph prend en main le commandement de l'armée, plaçant les troupes stationnées dans les environs de Naples sous l'autorité de Masséna tandis que l'armée de campagne est confiée au général Reynier. Ce dernier quitte Naples peu après et s'avance vers le sud avec environ 10 000 hommes.
Le 9 mars 1806, les troupes de Reynier se heurtent à une armée de 14 000 Napolitains commandés par Roger de Damas. À l'issue de la bataille de Campo Tenese, les forces napolitaines sont mises en déroute, perdant 3 000 hommes, toute leur artillerie et leurs bagages. Reynier se lance à la poursuite des vaincus pendant qu'une deuxième armée napolitaine est repoussée par le général Duhesme. Cette retraite provoque la dislocation de l'armée bourbonienne : les miliciens retournent dans leurs foyers et la désertion frappe les unités de la ligne si bien que seuls 2 000 à 3 000 réguliers sont évacués vers la Sicile. Le comportement tyrannique des Français et de leurs alliés à l'encontre des populations civiles débouche rapidement sur une révolte des paysans calabrais. Le conflit dégénère en une guerre d'embuscades et de coups de main dans lesquels de nombreux soldats français sont tués. Les commandants français ripostent en attaquant et en brûlant les villages, entraînant une escalade des atrocités commises par les deux camps.

## Forces en présence

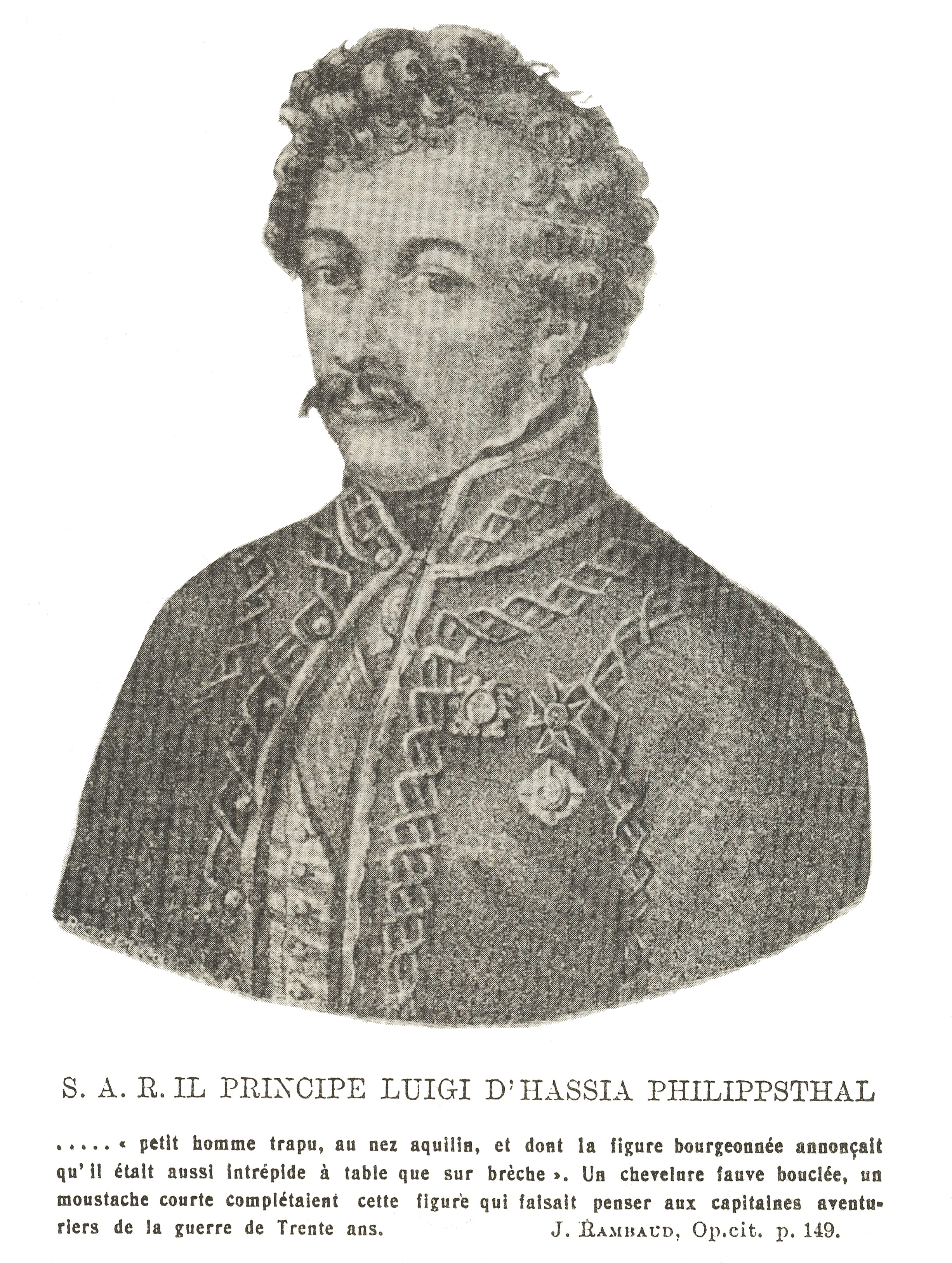
Le prince Louis de Hesse-Philippsthal.

En 1806, Gaète est une ville comptant près de 8 000 habitants, protégée par de puissantes fortifications. Bâtie sur une péninsule débordant en partie sur la mer, sa façade côté terre est défendue par un mur de 1,189 km échelonné sur trois rangs de profondeur à certains endroits. La batterie de brèche est installée à 46 m au-dessus du niveau de la mer, dominée d'encore plus haut par la batterie de la Reine. La tour d'Orlando se dresse quant à elle à 122 m de hauteur. Abrités dans ces ouvrages, les défenseurs sont en mesure de déverser un feu nourri sur un éventuel assaillant. La garnison de Gaète, sous le commandement du prince de Hesse, comprend 3 750 fantassins appartenant aux 3e bataillons des régiments Presidio (990 hommes) et Carolina (850 hommes) et aux régiments Prince (600 hommes), Val di Mazzara (600 hommes), Chasseurs d'Apulia (110 hommes), Val Demone (100 hommes) et Val Dinotto (100 hommes). 400 volontaires et 2 000 irréguliers sont également venus grossir les rangs de la garnison. De nombreux soldats réguliers sont issus des prisons napolitaines et siciliennes et ne constituent donc pas des troupes très sûres.

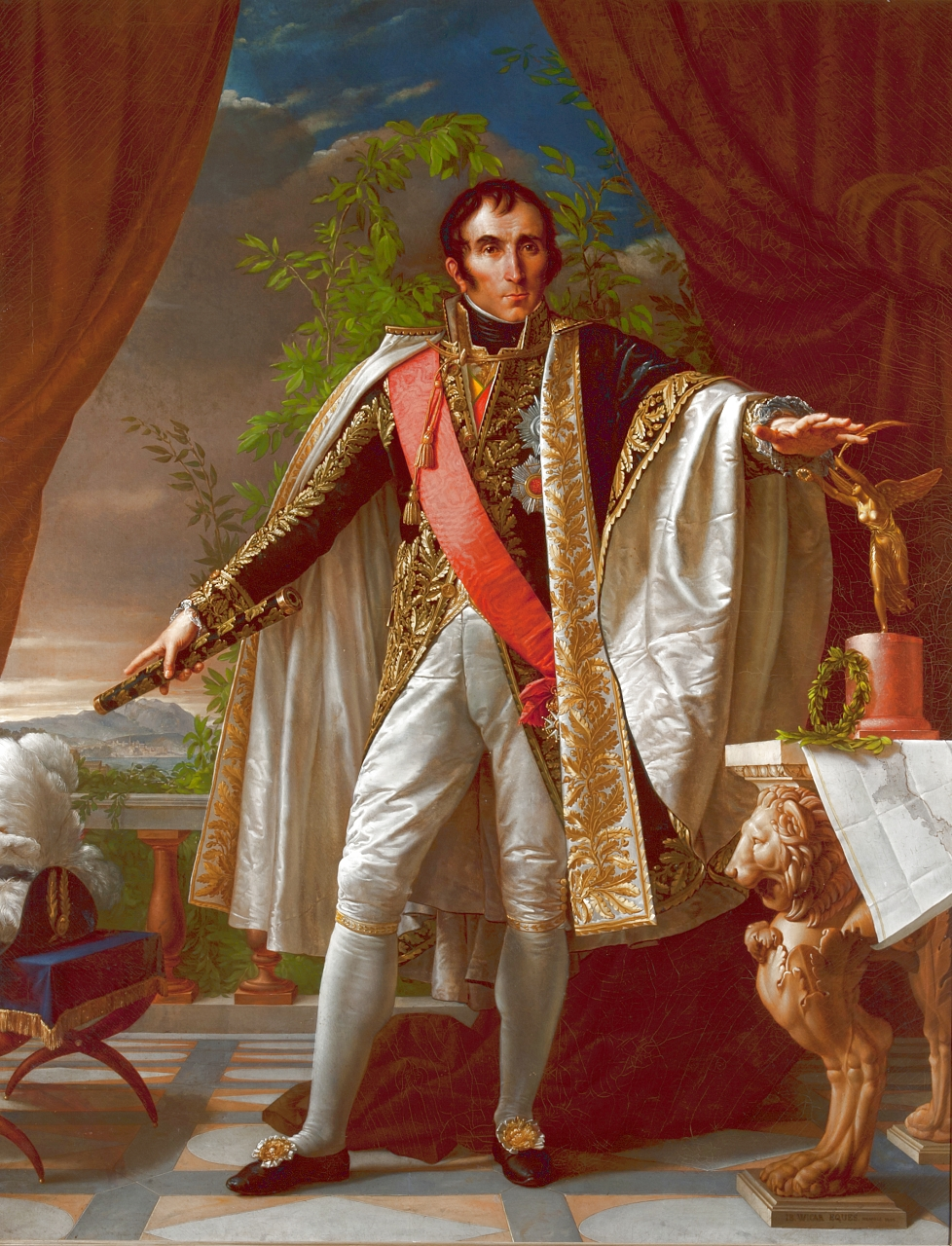
Le maréchal André Masséna. Portrait par Jean-Baptiste Wicar.

Face à eux, le Ier corps du maréchal Masséna se compose de deux divisions d'infanterie françaises commandées par les généraux Partouneaux et Gardanne et de deux divisions de cavalerie aux ordres des généraux Mermet et Espagne. La division Partouneaux aligne les 22e et 29e régiments d'infanterie de ligne dans la 1re brigade et les 52e et 101e de ligne dans la 2e brigade. Toutes les unités comportent trois bataillons. La division Gardanne a une organisation similaire avec une 1re brigade composée des 20e et 62e de ligne à trois bataillons et une seconde brigade forte d'un bataillon de la légion corse, un bataillon du 32e régiment d'infanterie légère et trois bataillons du 102e de ligne. La division Mermet est formée de deux brigades déployant respectivement les 23e et 24e régiments de dragons et les 29e et 30e dragons. Quant à la division Espagne, ses deux brigades sont constituées d'un régiment polonais et du 4e régiment de chasseurs à cheval pour la première et des 14e et 25e chasseurs à cheval pour la seconde. Chaque régiment de cavalerie est à quatre escadrons. L'artillerie du Ier corps, enfin, totalise six canons de 6 livres, deux canons de 3 livres et cinq obusiers.

## Déroulement du siège

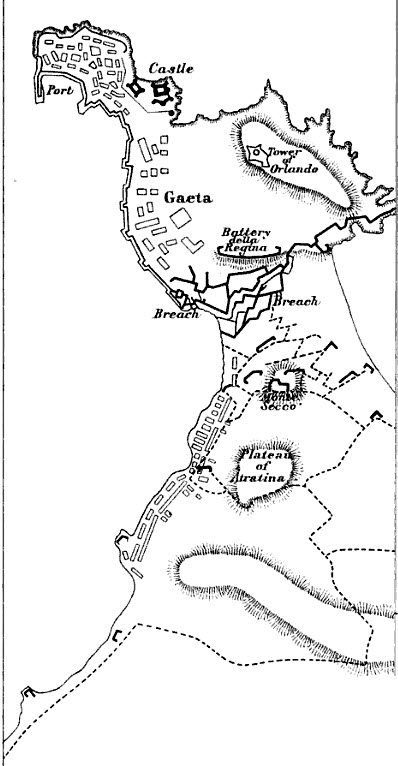
Plan du siège de Gaète montrant les défenses de la ville et les tranchées parallèles creusées par les Français.

Le commandant de la place de Gaète, le prince Louis de Hesse-Philippsthal, est un soldat de fortune réputé pour son excentricité. Homme de petite taille à la tête rouge et au nez aquilin, buveur invétéré, c'est un bon meneur d'hommes qui a su gagner le respect de ses soldats faiblement motivés en plaisantant avec eux et en faisant preuve d'un réel courage personnel. Dès les premiers jours du siège, il se poste à la batterie de brèche et déclare qu'il ne la quittera qu'une fois le siège terminé. Il fait également la promesse de limiter sa consommation d'alcool à une bouteille par jour. Faisant référence à la reddition du général autrichien Mack à Ulm, il empoigne un clairon et hurle aux assiégeants : « Gaète n'est pas Ulm et Hesse n'est pas Mack ! ». Les premières unités françaises arrivent devant la ville le 13 février et demandent que la forteresse leur soit remise, mais Hesse fait tirer au canon en guise de réponse et les Français laissent quelques troupes en observation dans la zone.
Le siège de Gaète débute le 26 février 1806. Masséna effectue une reconnaissance de la forteresse et nomme le général de brigade Nicolas Bernard Guiot de Lacour à la tête du corps de siège. Des batteries sont érigées et garnies de pièces d'artillerie acheminées depuis les arsenaux de Naples et de Capoue. Les lignes de siège françaises s'appuient sur le Monte Secco, distant de 549 m de la ville, et sur le plateau d'Atratina plus éloigné. Le 21 mars, les Français somment formellement les défenseurs de se rendre. Hesse réplique en insinuant que les Français devront d'abord percer une brèche dans les murailles et qu'ils trouveront là sa réponse. Les canons des assiégeants ouvrent le feu mais ils sont rapidement réduits au silence par les 80 pièces que le prince a déployé face à leurs batteries. Les Impériaux se remettent à l'ouvrage, reconstruisent leurs emplacements de tir, font venir des canons supplémentaires et creusent des tranchées de plus en plus proches des murailles. Le 5 avril, le gouverneur de Gaète repousse une nouvelle offre de reddition. Les Français reprennent les bombardements mais une fois encore, leurs canons sont mis hors d'usage par la nombreuse artillerie de la citadelle.
Réalisant que la prise de Gaète ne sera pas aussi facile que prévu, les Français confient la direction du siège au général de brigade Jacques David Martin de Campredon, un ingénieur expérimenté. Dans l'objectif de se rapprocher suffisamment près des murs pour être en mesure d'y ouvrir une brèche, les assiégeants s'attellent au creusement de parallèles devant le Monte Secco. La nature rocailleuse du sol ralentit considérablement les opérations. De son côté, Hesse n'entreprend aucune tentative contre les lignes de siège françaises, craignant que ses troupes ne désertent. Le prince sollicite l'appui du gouvernement mais n'obtient pas de retour dans l'immédiat car la flotte de l'amiral Sidney Smith est alors pleinement occupée à soutenir l'insurrection en Calabre. Lorsque l'escadre britannique arrive enfin à Gaète, elle y débarque des vivres, quatre canons de gros calibre et le chef insurgé Michele Pezza, plus connu sous le nom de Fra Diavolo. Smith ordonne également au capitaine Richardson de rester à proximité de la forteresse avec quelques canonnières, dont la présence cause des ennuis aux Français. Dans le courant du mois d'avril, une force considérable d'irréguliers avec à sa tête Fra Diavolo est débarquée par la Royal Navy à l'embouchure du Garigliano. Leur raid rencontre d'abord du succès mais les partisans sont finalement dispersés et Fra Diavolo doit se frayer un chemin jusqu'à Gaète. Croyant que le chef rebelle est entré en contact avec les Français pour intriguer contre lui, le prince de Hesse le fait mettre aux fers et reconduire à Palerme par bateau.

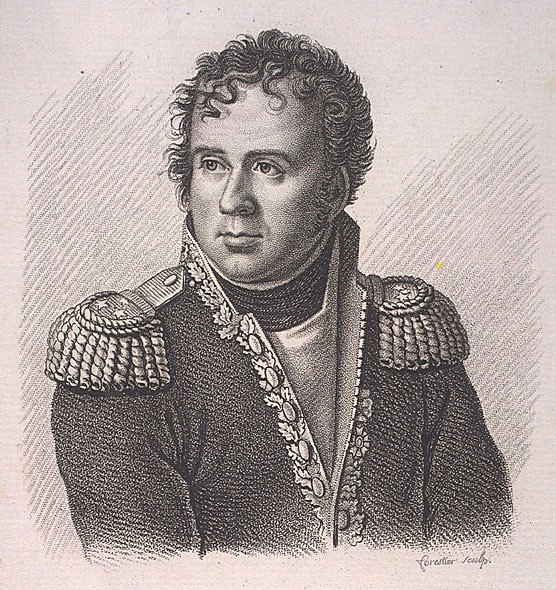
Le général de brigade Vallongue est mortellement blessé au cours du siège.

Jusqu'à la fin du mois de mai, le corps de siège français ne dépasse jamais les 4 000 hommes. Après cette date, les assiégeants commencent à recevoir d'importants renforts au point qu'au 28 juin, les effectifs ont doublé. Le même jour, Masséna prend personnellement le commandement des opérations. La garnison a entre-temps effectué deux sorties les 13 et 15 mai, parvenant à mettre plusieurs canons hors service et à faire quelques prisonniers. Début juin, les tranchées françaises ne sont plus qu'à 183 m de la ville et les assiégeants s'emploient à construire des batteries pour 100 canons. Les travaux s'effectuent sous le feu meurtrier des défenseurs de Gaète. Le 12 juin, le général de brigade Joseph Sécret Pascal-Vallongue est mortellement blessé à la tête dans une tranchée et meurt le 16 à l'hôpital.
Le 28 juin 1806, les Français entament un troisième bombardement avec 50 canons de siège et 23 mortiers. Cette fois, l'artillerie de Gaète se montre incapable de contrecarrer le feu des assiégeants qui démonte plusieurs pièces et cause de nombreuses victimes. Au 1er juillet, trois magasins de poudre contenus dans la forteresse ont déjà été détruit sous l'effet du bombardement mais le prince de Hesse est déterminé à prolonger la résistance. S'ensuit une période d'accalmie durant laquelle les Français continuent de creuser de plus en plus près des murailles. Un contingent de 1 500 hommes transporté par bateaux vient renforcer la garnison le 3 juillet. Dans la soirée, les canonnières de Richardson pilonnent sans résultat les lignes des assiégeants. Le 7, à 3 h du matin, 90 canons français tonnent contre la citadelle. Les échanges de tirs infligent de sérieux dégâts dans les deux camps, mais la perte la plus grande intervient pour les défenseurs lorsque le prince de Hesse est grièvement blessé par un éclat d'obus le 10 juillet et doit être évacué par la mer. Il est remplacé par le colonel Hotz, un officier sans grands talents. Craignant d'être à court d'obus, les Français vont jusqu'à offrir une prime pour récupérer les munitions susceptibles d'être réutilisées. Le 11 juillet, le général de brigade Dedon-Duclos, qui commande l'artillerie, supplie le maréchal de mettre un terme au bombardement afin de préserver les réserves de munitions ; cependant Masséna s'y oppose et ordonne de poursuivre le tir, estimant que la perte du prince de Hesse a dû porter un coup sérieux au moral de la garnison.
Le 12 juillet 1806, deux brèches sont pratiquées dans les murs de Gaète, une à droite au niveau de la batterie de brèche et une autre à gauche sous la batterie de la Reine. Les Français réitèrent leurs offres de capitulation mais se heurtent à un nouveau refus du gouverneur de la place. Les tirs de barrage se poursuivent ; dans la journée du 15 juillet, un officier du génie français envoyé en reconnaissance constate que la brèche ouest est praticable et qu'une attaque menée à cet endroit aurait des chances de réussir. Masséna, informé le 16 de la défaite du général Reynier à Maida, commence à s'impatienter d'autant que le ravitaillement de son artillerie en munitions s'avère problématique. Les 184 000 livres de poudre ainsi que les boulets et les obus contenus dans ses stocks ne totalisent en effet qu'un peu moins de 5 000 coups, soit l'équivalent de trois jours de bombardement. À cette date, les Français disposent de 12 000 hommes sous les murs de la place avec les divisions d'infanterie Partouneaux et Gardanne soutenus par les divisions de cavalerie Mermet et Espagne. Bien que les munitions se fassent de plus en plus rares, la canonnade suit son cours et permet d'élargir les brèches précédemment ouvertes. Contrairement à l'usage qui veut qu'un assiégeant masque ses intentions d'attaque à son adversaire, Masséna décide d'intimider Hotz par une démonstration de force. Au matin du 18 juillet, sous le regard des défenseurs de Gaète, une colonne de grenadiers et de chasseurs commandée par le général Donzelot s'amasse devant la brèche à gauche des murailles tandis que le général Valentin à la tête d'une formation de voltigeurs se tient prêt à escalader la brèche de droite. Des troupes de soutien s'avancent à leur suite de manière à être bien visibles depuis la citadelle. La ruse fonctionne parfaitement et à 3 h de l'après-midi, le colonel Hotz fait hisser le drapeau blanc.

## Bilan et conséquences
Voulant investir Gaète au plus vite et en hommage à la résistance prolongée de la garnison, Masséna se montre généreux envers Hotz dans les clauses de la capitulation. Les défenseurs sont autorisés à s'embarquer pour la Sicile à condition de ne plus se battre contre la France pendant un an. La forteresse et tous ses canons, dont un tiers est hors d'usage, passent sous contrôle français. Un incident embarrassant a lieu lorsqu'un important corps de troupes régulières napolitaines déserte et passe aux Français. Les pertes des assiégeants sont généralement estimées à 1 000 tués ou blessés mais il est possible qu'elles aient été deux fois plus élevées. Sur un effectif initial de 7 000 soldats, les Napolitains ont perdu 1 000 hommes hors de combat et 171 canons.
Gaète est alors devenue un duché dans le royaume de Naples attribué au ministre des Finances Martin Michel Charles Gaudin, premier duc de Gaète. Elle est la dernière ville en Italie à rester fidèle à Napoléon et tombe le 8 août 1815 après un siège de trois mois mené par l'armée autrichienne appuyée par la marine britannique.